# Escola de Bricolagem
Escola de Bricolagem, ou Tinkering School é uma estrutura de ensino que tem como base a exploração e experimentação. Fazendo uso dos mais diversos materiais, os alunos são estimulados a elaborar projetos que gostariam de fazer com os materiais disponíveis ao seu redor, durante a construção do projeto é esperado que os alunos desenvolvam habilidades como por exemplo criatividade, comunicação e como trabalhar em grupo. Geralmente a escola tem um formato de acampamento de verão. Durante a semana os alunos gastam os dias pensando em projetos, trabalhando nos projetos, e os testando, e também se divertindo.

## História
O cientista da computação Gever Tulley fundou a Escola de Bricolagem em 2005, com o objetivo de aprender como as crianças se tornam competentes e explorar a noção de que crianças podem construir qualquer coisa, e através da construção, aprender qualquer coisa. A fundamento da escola é pôr ferramentas nas mãos de crianças de 8 anos de idade, e usando ferramentas reais e materiais reais, construir grandes projetos. Desde 2005, os alunos da escola vêm construindo estruturas desde uma montanha russa até uma ponte feita de sacos plásticos.

## Colaboradores
Os colaboradores da escola são os responsáveis por coordenar as atividades de modo que elas culminem na conclusão de um projeto. Contrário ao ensino tradicional, eles não estão na escola para ensinar um assunto específico, em vez disso eles desempenham um papel de Guia dos projetos e de adulto responsável.

## Perfil Curricular
Na Escola de Bricolagem não há um currículo definido. Não há testes ou avaliações. E os colaboradores (adultos responsáveis) não ensinam nenhum assunto específico. O aprendizado se dá da seguinte maneira: Quando a criança chega, ela é confrontada com várias coisas. Cordas, rodas, pedaços de madeira, fitas adesivas, cartões e várias ferramentas reais. Os alunos começam algumas vezes com rascunhos dos projetos, outras vezes com planos mais elaborados, outras vezes simplesmente se constrói. Construção é o núcleo da experiência, os alunos sempre estão sempre comprometidos e envolvidos. É uma experiência imersiva durante todo tempo que o aluno está na escola.

## Objetivos
Esse tipo de escola tem como objetivo garantir que os alunos desenvolva um senso mais aprimorado de como construir coisas, não só no sentido de construir estruturas físicas, mas também como tornar real aquilo que se imagina. É almejado também que o aluno desenvolva a noção de auto-aprendizado, a criança pode aprender e descobrir fenômenos simplesmente experimentando e interagindo com o ambiente.
Como na vida nada sai como o planejado, os alunos logo descobrem que por mais elaborados que os projetos sejam, todos eles falham em alguma etapa e ficam confortáveis com a ideia de que cada passo em um projeto é um passo mais próximo do sucesso. Por isso até mesmos os fracassos são comemorados.

## Comportamento Emergente
Um comportamento interessante que surge durante a criação dos projetos é a Decoração. Quando o alunos enfrentam alguma dificuldade no projeto que os impedem de continuar, eles geralmente passam o tempo decorando seus projetos. Como o próprio Gever Tulley citou, decoração é uma forma de incubação conceitual. Dessa maneira, focando sua energia nos projetos, eles desenvolvem um melhor entendimento do que estão construindo e com quais materiais eles estão construindo, e desses interlúdios, surgem intuições, que os direcionam a tentar novas abordagens para os problemas que a pouco tempo os havia frustrado.

## Seguidores
Abaixo uma lista de instuições que seguem o princípio da Escola de Bricolagem:

### Brightworks
Brightworks é uma escola localizada em San Francisco e é dedicada aos princípios de um aprendizado baseado no engajamento. Com o sucesso do método da Escola de Bricolagem, fundada por um de seus diretores Gever Tulley e outro programa semelhante co-criado por Bryan Welch, Gever e Bryan se sentiram inspirados para elaborar uma abordagem pedagógica que hoje em dia é o núcleo dessa escola.

### Austin Tinkering School
Após uma visita de Gever Tulley a Austin, Texas, em Março de 2010. Depois de um fim de semana de workshops, conversas e discussões, foi decidido fundar uma escola com os mesmos princípios na cidade de Austin.

### Tinkering School Buffalo
Agora no seu terceiro ano. Essa escola é uma das primeiras extensões nos Estados Unidos da Escola de Bricolagem.

### reDiscover
Fortemente baseado na Escola de Bricolagem, reDiscover é uma escola baseada em Los Angeles, CA que promove a coleta e reuso de materiais recicláveis para fins educacionais.